# Toma N. Socolescu
Pour les articles homonymes, voir Socolescu.
Toma N. Socolescu est un architecte roumain néo-classique important du milieu à la fin du XIXe siècle (Ploiești, 1848 - Ploiești 22 novembre 1897). Premier architecte roumain dans le comté de Prahova ayant été formé en Roumanie, il participe largement à l'urbanisme de la ville de Ploiești. Il construit de nombreux ouvrages publics dans sa région de Prahova, tout en ayant la particularité d'avoir exercé aussi en tant qu'entrepreneur en bâtiments. Il exécute ses propres plans comme ceux d'autres architectes.

## Biographie
Né en 1848 à Ploiești, fils de l'architecte Niculae Gheorghe Socol, architecte majeur du Județ de Prahova, de style néo-classique, il est le seul architecte roumain officiant à Prahova de son époque, les autres étant tous d'origine étrangère. Bâtisseur de très nombreux édifices publics et officiels du județ, d'églises et de remarquables maisons particulières, dont plusieurs sont inscrits au patrimoine architectural historique de la Roumanie, il est aussi l'architecte de la ville de Ploiești à partir de 1880, et maître d’œuvre. Il réalise en effet la plupart de ses ouvrages après avoir dressé tous les plans. Selon son fils, Toma T. Socolescu, il fabrique lui-même les matériaux nécessaires aux constructions. De 1883 à 1886, l'École des Métiers, où étaient formés les fils des constructeurs de la ville aux métiers du bâtiments, est hébergée dans sa propre maison,. Toma T. Socolescu, évoque dans ses mémoires son extrême proximité avec les artisans, qui le considèrent comme l'un des leurs.
Ainsi, en tant que maître d’œuvre et entrepreneur, exécutant les plans d'autres architectes, il bâtit écoles, hôpitaux, lycées et casernes,.

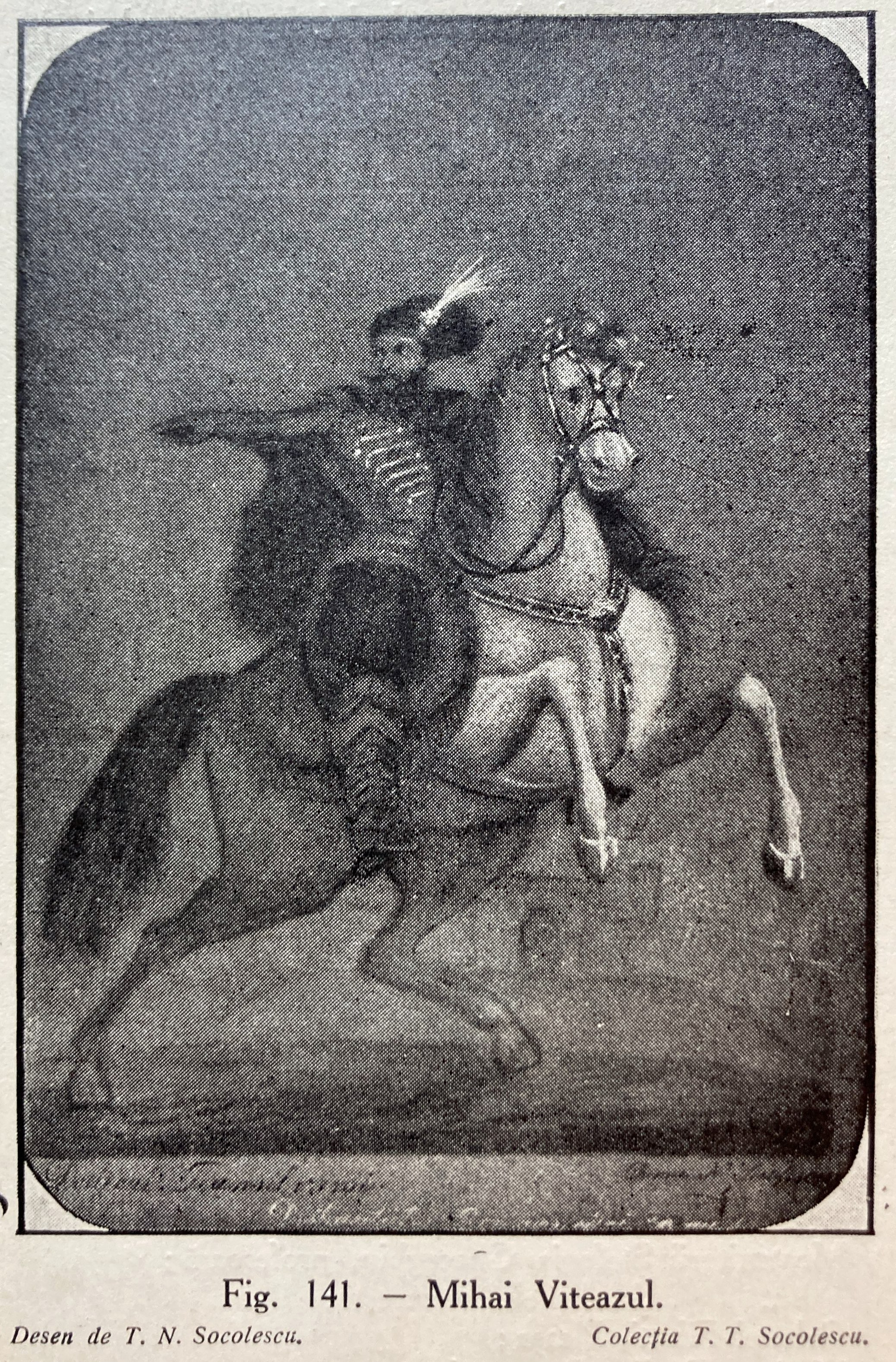
Dessin de Toma N. Socolescu représentant Michel le Brave.

Travailleur acharné, il est aussi doté de la fibre artistique. Bon dessinateur et aquarelliste, il aime aussi à créer et façonner des objets artisanaux décoratifs en terre cuite vernissée, ainsi que des poêles traditionnels roumains, dans sa propre maison,. Il existe au Musée d'Art de Ploiești une de ses aquarelles et l'un de ses dessins : Michel Le Brave, à cheval. Originaire de Transylvanie, et en écho à la fondation de la ville par Michel le Brave, l'architecte décore nombre de ses constructions par un frontispice orné d'un bas-relief du Prince,,.
Il est très proche de son plus jeune frère l'architecte Ion N. Socolescu (ro) qu'il soutient financièrement pendant toutes ses études d'architecture à l'École des Beaux-Arts de Paris. Il quitte Ploiești avec toute sa famille pour Bucarest en 1896 afin, non seulement de suivre le grand chantier de la caserne Cuza-Vodă, mais aussi de rester en contact permanent avec la Société des Architectes dont il est l'un des membres fondateurs. Il s'installe non loin de la maison de son frère Ion, au 29 du boulevard Carol.
Il fait partie de la vingtaine de signataires, dont Ion Mincu, d'une pétition demandant au premier ministre, la création d'une Commission des monuments historiques, ayant pour but de protéger et conserver le patrimoine architectural roumain. La pétition est publiée dans le journal Les Annales de l'Architecture en mai 1890.
Dans les dernières années de sa vie, il s'engage dans l'industrie pétrolière et devient propriétaire d'un derrick pétrolier dans la commune de Buștenari (ro), dans le Județ de Prahova. En association avec Toma Rucăreanu, il construit lui-même une fabrique de gaz dénommée "Lumina", à côté de la Gare du Sud (ro), de Ploiești,,.
Il meurt à l'âge de 48 ans le 22 novembre 1897 à Ploiești, ayant accompli une œuvre conséquente, et cela malgré la fin prématurée de son activité professionnelle. Il est enterré dans le caveau familial Socolescu au cimetière Bellu de Bucarest.

### Éducation et voyages

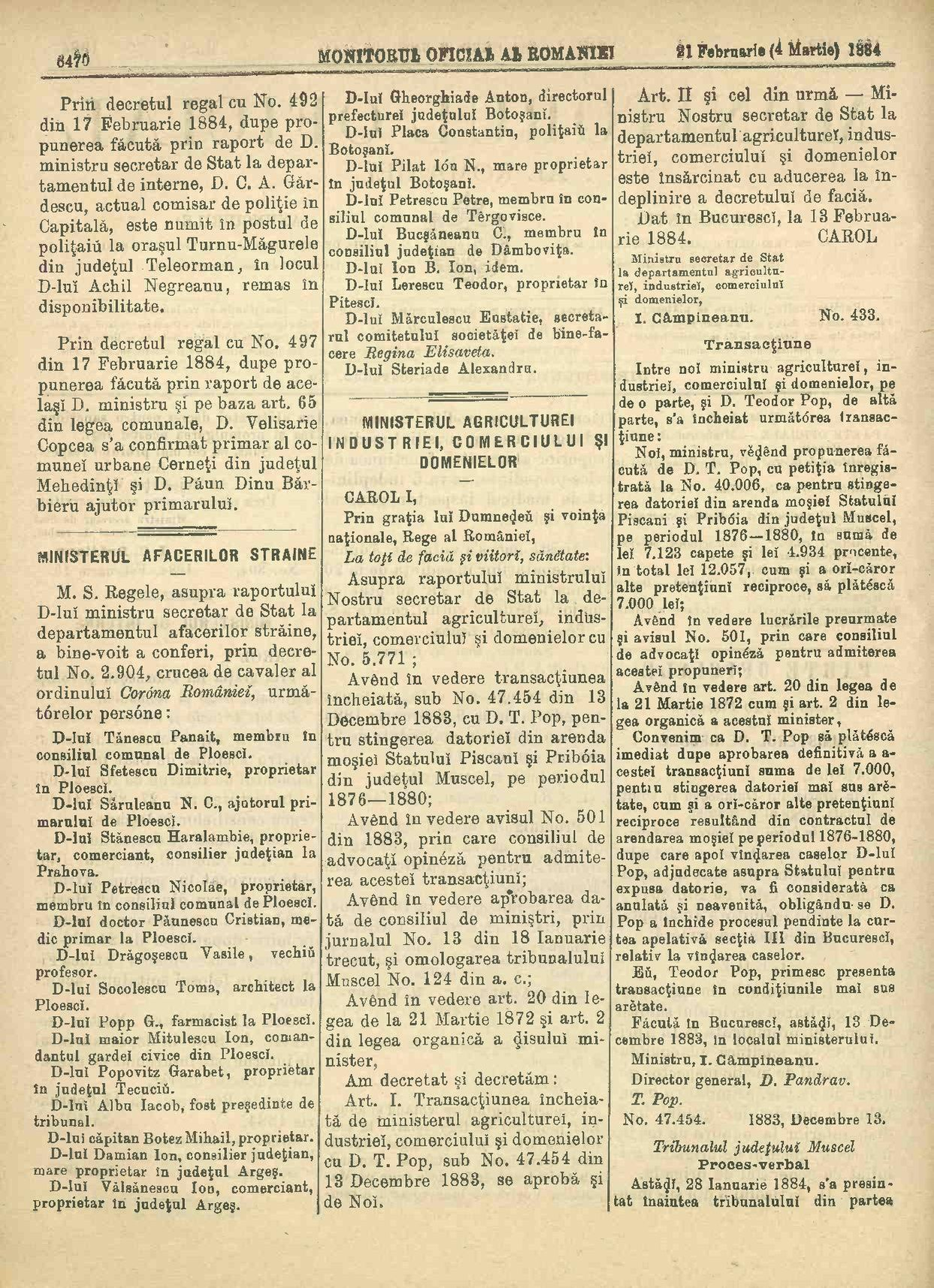
Décret royal de nomination de Toma N. Socolescu à l'ordre de la Couronne de Roumanie, publié au Moniteur Officiel Roumain en février 1884.

Il étudie l'architecture dans la section conduite par les architectes Alexandru Orăscu (ro) et Carol Benişu (ou Carol Beniş) (ro) à l'École des Beaux-Arts de Bucarest. Sur la demande de Vasile Urechia Alexandrescu, alors ministre de l'Education nationale, Theodor Aman, directeur de l'École des Beaux-Arts, artiste peintre et acteur majeur de la renaissance culturelle roumaine, lui accorde une bourse d'études pour le mérite,. Il intègre l'école le 23 décembre 1867, qu'il terminera en 1870,,, après avoir suivi une formation académique classique. Son diplôme est signé de la main du roi Carol Ier,,.
Les architectes roumains sont alors formés dans l'esprit de l'architecture classique. Le néo-classicisme est adopté en Valachie et en Moldavie dès le XVIIIe siècle, il perdurera jusqu'à la fin du XIXe siècle.
Très actif et avide de connaissances, il entreprend deux voyages d'étude d'un mois en France et en Italie, le premier pendant l'hiver 1893-1894. Il visite son frère Ion N. Socolescu (ro) alors élève architecte à l'École des Beaux-Arts de Paris. Son périple en train continue vers Marseille, Nice, Monte-Carlo, puis en Italie à Gènes, Rome, Naples où il découvre Pompéi et Herculanum. Sur le chemin du retour, il visite Venise. En 1896, il entreprend un ultime voyage, cette fois avec son épouse, au nord de l'Italie. Il visite alors Milan, puis Nice de nouveau et remonte sur Paris, toujours en train. Il passe par Vienne avant d'arriver à Ploiesti le 13 février 1896.

### Fonctions officielles, titres et responsabilités publiques
- Président de la Société des Constructeurs de Ploiești[b 1].
- Architecte de la ville de Ploiești à partir de 1880[a 1],[d 5].
- Membre fondateur de la Société des Architectes Roumains[4], créée vers le 16 février 1891. Il était le seul parmi les fondateurs à exercer l'architecture à Ploiești[c 3],[5],[6].
- Expert judiciaire en constructions, près le Tribunal de Prahova vers 1890[7].
- Décoré de la Croix de Cavalier de l'ordre de la Couronne de Roumanie le 21 février 1884[8],[e 7].

### Généalogie
La famille Socol de Berivoiul Mare (ro), anciennement partie du territoire de Făgăraș ou Pays de Făgăraș, est une branche de la famille Socol de Munténie (Muntenia), qui a ses racines dans le județ de Dâmbovița.
Un 'Socol', grand boyard et gendre de Michel Ier le Brave (1557-1601), avait deux fondations religieuses dans le județ de Dâmbovița, encore existantes, celles de  Cornești et Răzvadu de Sus, ainsi qu'une autre dans la banlieue de Târgoviște).
Ce boyard fut marié à Marula, fille de Tudora din Popești aussi appelée Tudora din Târgșor, sœur du Prince Antonie-Vodă. Marula fut reconnue par Mihai Viteazul comme sa fille illégitime, issue d'une liaison extra-maritale avec Tudora. Marula est enterrée dans l'église de Răzvadu de Sus, où, sur une dalle de pierre richement sculptée, son nom peut être lu.
Nicolae Iorga, le grand historien roumain et ami de son fils Toma T. Socolescu, a trouvé des ancêtres Socol parmi les fondateurs de la Ville de Făgăraș au XIIe siècle. En 1655, le Prince de Transylvanie Georges II Rákóczi anoblit un ancêtre de Nicolae G. Socol : « Ștefan Boier din Berivoiul Mare et par lui sa femme Sofia Spătar, son fils Socoly, ainsi que leurs héritiers et descendants de quelque sexe que ce soit, à être traités et considérés comme de véritables et indéniables NOBLES. », en remerciement pour ses offices de courrier du Prince dans les Carpates, fonction « qu'il a rempli fidèlement et avec constance pendant de nombreuses années, et surtout en ces temps orageux[...] »,. Vers 1846, cinq frères Socol viennent en Munténie, depuis Berivoiul Mare (ro), dans le territoire de Făgăraș.

« Cinq frères ont traversé les montagnes, tous bâtisseurs, venant de la région de Făgăraș, un village au pied des montagnes, Berivoiul mare (ro), où aujourd'hui encore le nom de Socol est répandu, et où l'on dit qu'un de leurs ancêtres serait venu de Munténie, à savoir de la région de Târgoviște, qui est le foyer de la famille Socol, étant jusqu'à aujourd'hui, près de Târgovişte, Valea lui Socol, ainsi que leurs deux églises fondatrices, à Răzvadu de Sus et à  Cornești,. »

 L'un de ces cinq frères est l'architecte  Nicolae Gh. Socol (?? - décédé en 1872). Il s'installa à Ploiești vers 1840-1845 et se nomma Socolescu. Marié avec Iona Săndulescu, issue de la banlieue Saint Spiridon (Sfântu Spiridon), il eut une fille (décédée en bas âge) et quatre garçons,, d'entre lesquels deux grands architectes : Toma N. Socolescu, ainsi que Ion N. Socolescu (ro). La lignée des architectes se prolonge avec Toma T. Socolescu, fils de Toma N. Socolescu, ainsi que son fils Barbu Socolescu.
l'historien, cartographe et géographe Dimitrie Papazoglu (ro) évoque, en 1891, la présence de boyards roumains du premier rang "Socoleşti", à Bucarest, descendants de Socol de Dâmbovița. Enfin Constantin Stan fait également référence, en 1928, à l'origine précise de Nicolae Gheorghe Socol : 

« Au pied des Carpates, sur la rive droite du ruisseau du même nom, se trouve la commune de Berivoii-mari (ro) [...], l'un des plus anciens villages du foyer d'Olt [...]. Les habitants sont composés de serfs et d'anciens boyards. [...], et les familles de boyards roumains étaient : Socol, Boyer, Sinea et Răduleț, soldats ayant le privilège de garde-frontière.[...] La famille G. Streza Socol a donné naissance à Nicolae Socol, un architecte diplômé de Vienne, qui a mis pied à terre dans la ville de Ploeşti, avec plusieurs de ses frères vers le milieu du siècle dernier. »

## Œuvre architecturale et urbanistique
Toma N. Socolescu commence sa carrière d'architecte et de maître d’œuvre dans sa ville natale en 1870,. Il élabore les plans et réalise la construction de tous les types de bâtiments : maisons particulières, bâtiments publics, fabriques, églises, etc. En tant qu'architecte de la ville de Ploiești, il dresse, en 1882, le premier plan topographique de la cité : Planul urbei Ploesci, nomenclatura, de Toma N. Socolescu, architectu, URBEI, Anu 1882,.

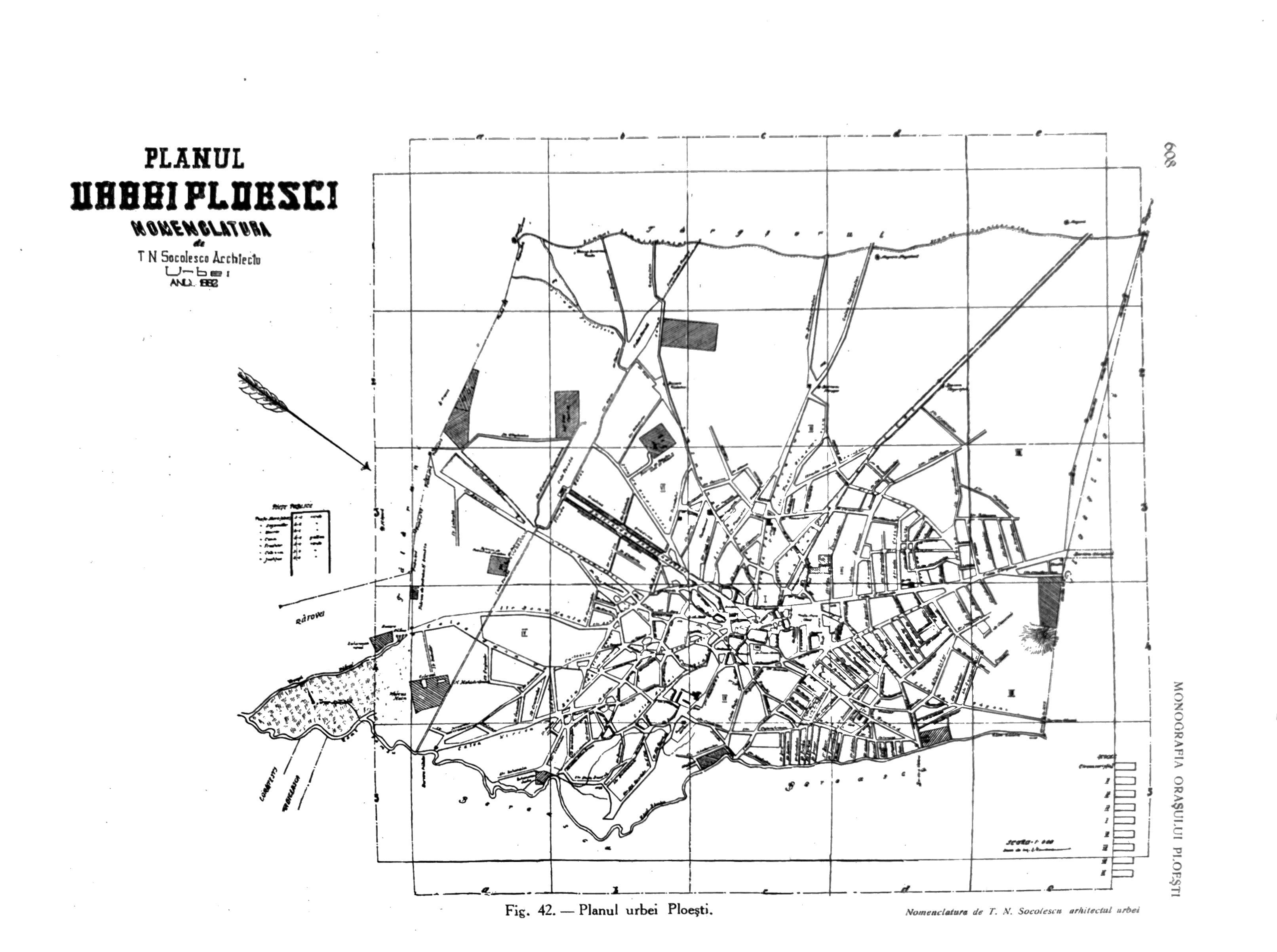
Premier plan topographique de la ville de Ploiești dressé par l'architecte en chef Toma N. Socolescu, en 1883.

Il contribue à la réalisation du nouveau grand boulevard de l'indépendance (Bulevardul Independenţei) reliant la toute nouvelle Gare du Sud (Gară de Sud) au centre ville. Le tracé est fixé en 1871 par le conseil municipal après de longues tergiversations et revirements. Socolescu reprend le travail de l'architecte Ingénieur Chef de la ville Cristian Kertsch, qui avait établi le plan d'expropriation du projet,. Le boulevard deviendra l'artère principale de la ville.
En 1830, la ville de Ploiești ne comprend aucun édifice officiel, public, ni même d'école ou d’hôpitaux. Les services publics sont alors installés dans des locaux privés loués à cet effet et souvent impropres à cet usage,. Tout restait donc à construire. Toma N. Socolescu joue alors un rôle majeur dans la construction et la planification des bâtiments publics.
La ville lui doit la plupart des bâtiments officiels publics du XIXe et du début du XXe siècle. La plupart perdureront jusqu'en 1944. Certains, et en particulier les églises, sont toujours visibles.

### ÀPloiești

#### Églises, bâtiments publics et œuvres d'art
- Plans et construction de l'église Sfânta Vineri (ro)[14], entre 1875 et 1880, située au 12 de la strada Neagoe Basarab. Elle est de style néoclassique, aussi marquée par l'influence du baroque allemand contemporain[a 12],[d 9]. Les trois tours de style traditionnel sont d'inspiration russe[e 13]. De nombreux soldats russes, présents dans le cadre le conflit russo-turque de 1877-1878, contribuent à son édification[a 13],[d 3]. Elle survit malgré des dégâts importants dû aux tremblements de terre de 1940 et 1977, mais aussi aux bombardements américains de 1944. Reconsolidée en 1998, l'église est classée monument historique[15]. Ses murs intérieurs sont décorés de fresques par le peintre Gheorghe Tattarescu[a 14],[d 10], orthographié alors : Tătărăscu.
- Plans de la chapelle du cimetière Viișoara en 1880, lorsque est fondé le cimetière du même nom[a 5],[c 1],[d 3].
- Plans et construction de l'église Sfinţii Împărați Constantin și Elena[16], à partir de 1894[d 11], située à l'intersection des rues Ion Luca Caragiale, Take Ionescu et Mărășești. L'architecte s'est inspiré de l'église épiscopale de Curtea de Argeș, connue à l'époque comme le plus beau monument du pays[a 15],[d 12] mais aussi du style de son frère Ion N. Socolescu[17]. L'intérieur du bâtiment est décoré par le peintre d'églises alors réputé : Toma Vintilescu. Les travaux ne seront terminés qu'en 1902[d 11]. Gravement affecté par la guerre et les tremblements de terre, l'église a été restaurée et re-consacrée en 1945.

| Église Sfânta Vineri.    | Église des Saints Empereurs Constantin et Elena. | Chapelle du cimetière Viișoara. | La statue de la liberté de Ploiești en 1908. |
| Églises et œuvres d'art. |                                                  |                                 |                                              |

- Plans et construction de l'ancien Tribunal, construit en 1873[a 4],[d 2], situé sur le trottoir de l'actuel hôtel Prahova Plaza, sur la strada Mihail Kogălniceanu, juste en face de la maison Ergas Mamaciu. Il est gravement touché par le tremblement de terre de 1940 puis démoli dans les mois qui suivent[f 1].

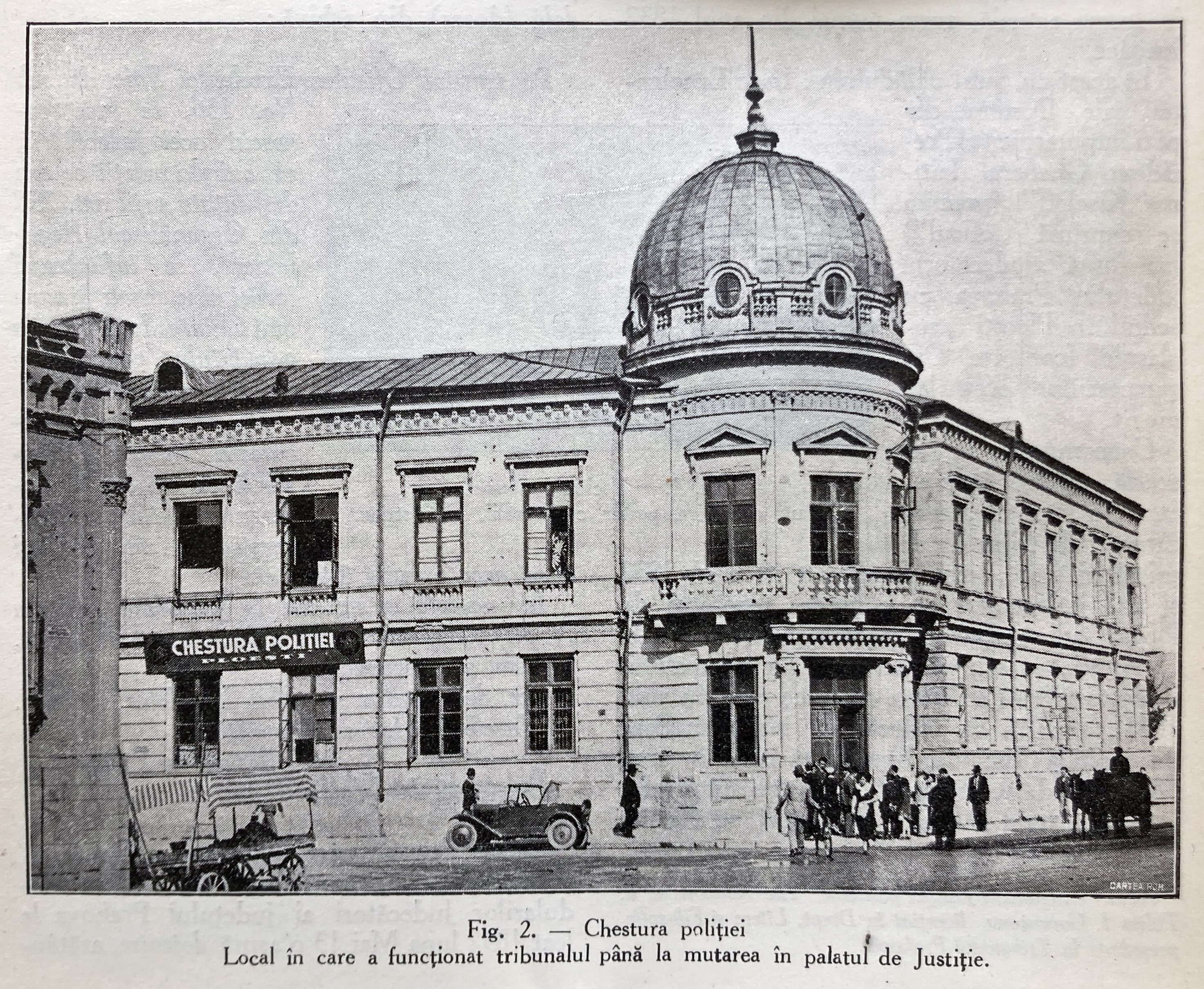
L'ancien tribunal de Ploiești imaginé et construit par Toma N. Socolescu, en 1879.

- Il établit les plans et construit le "Palais des Bains Communaux" sur la commande de Radu Stanian (ro), entre 1877 et 1879[a 16],[d 13],[f 2]. Les bains, renommés plus tard Bains Municipaux sont ensuite vendus à la ville. Inaugurés en 1881, ils sont un symbole admiré par les habitants. Ils fonctionnent jusqu'après la seconde guerre mondiale, hébergeant les bains, mais aussi, par période, une partie des classes du lycée Sfântul Petru şi Pavel[18], un atelier typographique et d'autres institutions, comme la Bibliothèque Nicolae Iorga à partir de 1921 jusqu'en 1941[19],[e 14]. Le palais est détruit par les communistes en 1955[e 15] et remplacé par des blocs d'habitation blafards, sans style[f 2].
- Plans et construction de l'École des Arts et Métiers[20], avenue Văleni (à l'époque), construite en 1886[a 17],[d 14]. Classée monument historique[21], elle est située au no 22 de la strada Văleni et abritait jusqu'en 2023 une administration publique : les Services de gestion urbaine de la ville de Ploiești (SGU) qui l'ont quitté pour permettre sa consolidation. Ces travaux font partie d'un programme financé dans le cadre du PNRR (Plan national de relance et de résilience)[22] depuis octobre 2022[23]. Cependant, la Roumanie a été, jusqu'à présent [24], incapable de récupérer les nombreux fonds européens qui lui ont été ouverts (dont le PNRR), non seulement en raison de l'incompétence de l'administration roumaine et des gouvernements successifs, mais aussi à cause de la non concrétisation de toutes les réformes qui conditionnaient leur obtention[25]. Au 31 août 2025, une partie des fonds risquent d'être perdus définitivement par la Roumanie[26]. En juin 2025, aucun travaux n'a encore démarré sur ce bâtiment.
- École primaire de garçons "Numéro 3", l'une des plus anciennes écoles primaires de la ville, alors située au coin des rues Târgușor (ou Târgșor), et lieutenant Al. Zagoriţ, anciennement rue Ghiţă Alexiu, en 1888[a 18],[c 1],[d 15]. Elle héberge désormais une école maternelle au 58 de la rue Mărășești, au croisement de la rue Lobacevschi.
- Les halles à poissons, en 1880, sous le mandat du maire Constantin T. Grigorescu. Elles sont démolies afin de faire place à la construction des Halles Centrales de Ploiești (ro), l’œuvre majeure de son fils Toma T Socolescu[a 5],[d 3].
- La caserne de pompiers, derrière l'ancienne mairie, en 1881[a 5],[d 3]. Elle sera détruite à la suite du tremblement de terre de 1940[f 3].
- Le Grand Hôtel Luca Moise, ainsi que la salle de théâtre attenante, terminés le 15 octobre 1885[a 5],[d 3]. L'hôtel était situé à l'intersection des rues Mihail Kogălniceanu, anciennement Franceză et Constantin Dobrogeanu Gherea, anciennement Municipalității[27]. Il seront démolis à la suite du tremblement de terre de 1977, dans le cadre du programme de "systématisation" communiste établi pour la ville en 1968.
- Plans et construction de l'hôtel Bulevard, en 1896, qui est sa dernière œuvre. Il était placé sur la place de l'Union (Piața Unirii), disposait d'un rez-de-chaussée occupé par des boutiques, et de chambres à l'étage. Après la Première Guerre mondiale, il est loué par l'administration financière de Prahova[a 18],[d 15]. Il a été démoli depuis.

| L'École des Arts et Métiers de Ploiești en 2025. | École primaire de garçons "Numéro 3", en 2025. | École primaire de garçons "Numéro 3", en 2025. |
| Écoles à Ploiești.                               |                                                |                                                |

- Il dessine et construit Le socle en marbre (extrait d'une carrière de Prahova) de la statue de la Liberté, ainsi que sa clôture en fer forgée. Inaugurée le 11 juin 1881, la statue en bronze représente Minerve, Déesse de la sagesse. Elle est exécutée et coulée en France[a 19],[d 16]. Elle a changé plusieurs fois de place au fil du temps[f 4], elle est désormais située Place des Héros, devant la Cathédrale Saint Jean le baptiste (ro) (Catedrală Sfântul Ioan Botezătorul), construite par son fils Toma T. Socolescu. Elle est un important symbole de la ville à la suite des turbulence politiques de 1870[28], elle est restée longtemps négligée et cachée par les communistes. Très dégradée dans les années 2000[f 4], elle est finalement restaurée de 2008 à 2012, puis encore déplacée en 2012 sur son lieu actuel[29]. La statue est classée monument historique[30].

#### Maisons particulières et commerces

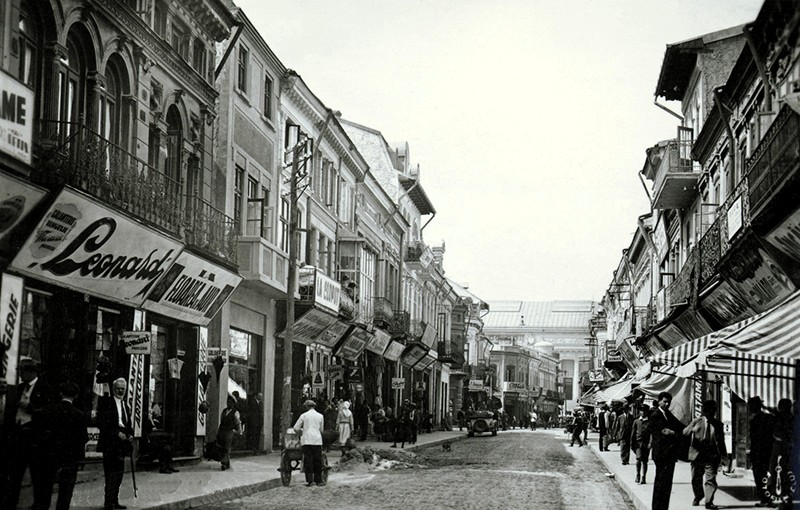
La rue Lipscani de Ploiești dans les années 1930.

- La nouvelle maison Dimitrie Sfetescu[a 20],[d 17]. Classée monument historique[31], elle devient le siège de la société pétrolière Concordia[32] dans les années 1930, puis le siège de la police municipale de Ploiești dans les années 2000. Elle est toujours visible au no 21 du  boulevardul Independenței[f 5].

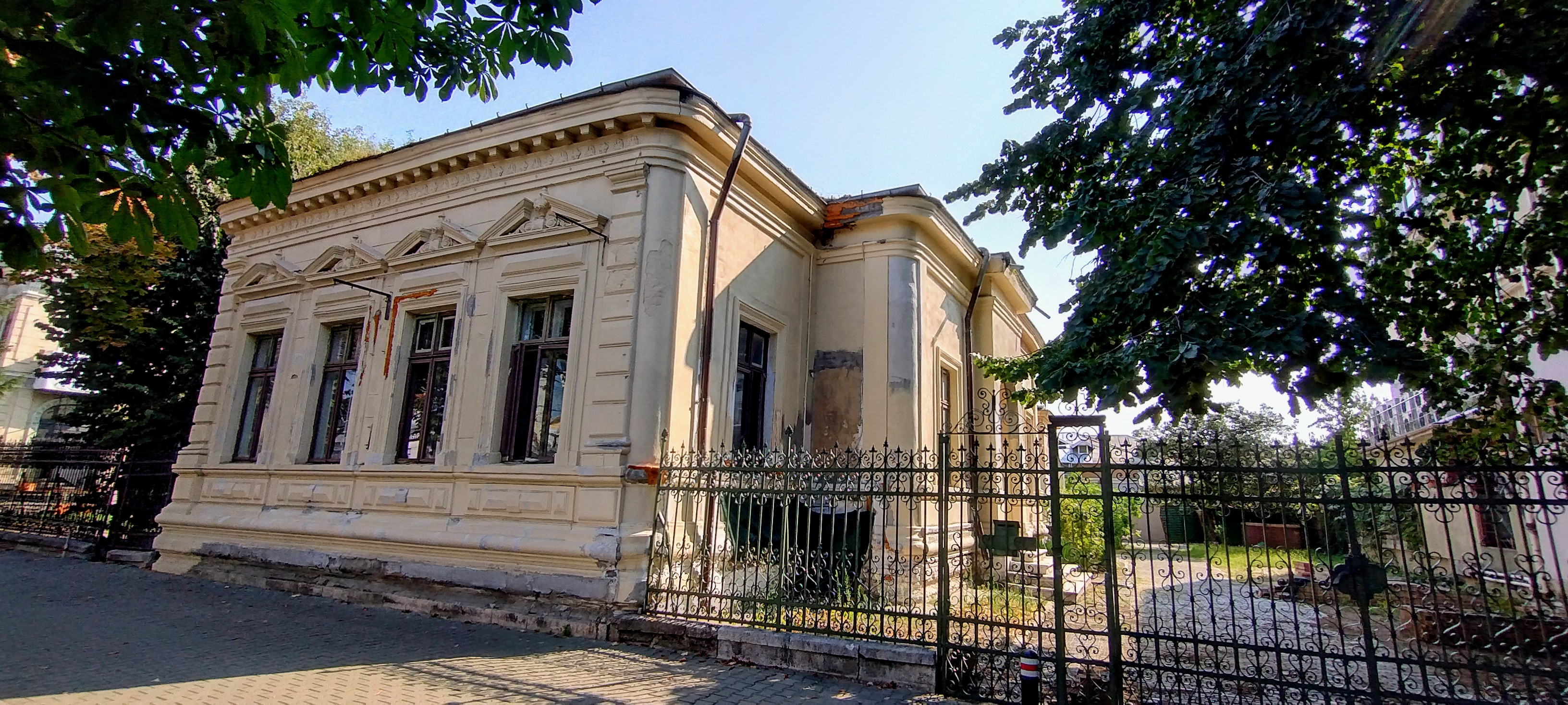
La maison Gheorghe Dobrescu, au 23 du boulevard Independenței en 2025.

- Maison Gheorghe Dobrescu[a 20],[d 17], un grand commerçant de Brașov (Transylvanie), située au 23, boulevard Independenței, et toujours visible[f 5].
- Maison Dimitrie Angelescu[a 20],[d 17]. Détruite au début des années 2000[f 5]. Une maison a été depuis reconstruite, en copiant son style originel[33].
- Propriété de Gogălniceanu à l'intersection des rues I. Radovici[34] et Kogălniceanu, en 1870, une grande maison de commerçant, avec commerces au rez-de-chaussée et un étage d'habitations. L'angle de l'immeuble dévoile un frontispice décoré d'un bas-relief représentant deux lions et un buste de Michel le Brave, prince valache à l'origine du fort développement de la ville, et dont la mémoire est souvent rappelée sur les anciens bâtiments ou écrits liés à Ploiești[a 4],[d 2]. Elle est démolie à la suite du tremblement de terre de 1977[35].
- Il établit les plans et construit une grande partie des magasins à un étage sur la rue Lipscani, un lieu de passage et de commerce historique et emblématique de la ville[a 5],[d 3], et dans d'autres rues du centre-ville, telle la rue Cavafi[c 1], de style néo-classique et néo-italien. Ces bâtiments sont conservés dans leur forme originale jusqu'aux bombardements américains de 1944. Le réaménagement urbain communiste, mis en place à partir des années 1960, puis la "systématisation" de Ceausescu ont décidé de leur sort. Ils ont tous disparus, comme d'ailleurs la rue Lipscani elle-même. La strada Lipscani était une ancienne rue légèrement courbée qui allait depuis le cœur de la ville jusqu'au Palais de Justice. Cette artère où fleurissait la plupart des commerces de la ville, a disparu en deux étapes : la première moitié près du Palais de la Culture fut démolie entre 1968-1969, pour faire place à l'actuelle cité administrative. L'autre moitié fut démolie après le tremblement de terre de 1977[f 6].

- Maison Toma Rucăreanu, en 1884[a 20],[d 17]. Classée monument historique[36], devenue la maison Sfetescu, situé au 19 du boulevard Independenței[f 5]. Elle a hébergé le restaurant Mon Jardin jusqu'en juin 2024, date de sa fermeture définitive.
- Toujours vers 1888, il construit le grand bâtiment Eliade ou Eliad, sur la place devant le Grand Hôtel Luca Moise[a 18],[d 15]. La construction n'existe plus.
- La maison I. Bazar sur l'ancienne avenue Bucureşti, au coin de la rue Ştefan cel Mare[a 18],[d 15], disparue depuis lors.
- La maison Naumescu sur la rue Rudului[a 18],[d 15], détruite.

La liste n'est pas exhaustive,.

#### Réalisations en tant que maître d’œuvre & entrepreneur
- L'école secondaire de filles Despina Doamna, rue Buna Vestire, en 1890, d'après le projet de son frère Ion N. Socolescu (ro)[a 22],[c 5],[d 19],[37]. Transformée en hôpital militaire au cours de la seconde guerre mondiale de 1941 à 1943, L'école est finalement entièrement détruite par les bombardements américains d'avril 1944[f 7].
- Reconstruction de l'hôpital Boldescu, en 1893, situé rue Boldescu, hôpital fondé en 1831 par l'intendant de boyard du même nom Gheorghe Bolcescu[38]. Les travaux sont exécutés sur les plans de l'architecte Filip Xenopol[a 23],[d 20].
- Les écoles Numéro deux de garçons et de filles[a 18],[d 15].

| Magasin Gogălniceanu, 1970.            | Maison Dimitrie Sfetescu, 2012. | Maison Toma Rucăreanu, 2012. | L'ancien hôtel Bulevard vers 1930. |
| Magasin, maisons, et hôtel à Ploiești. |                                 |                              |                                    |

### Dans le județ de Prahova
- Église Sfinții Voievozi[39], commencée en 1876 et terminée puis consacrée en 1884, située au centre de la ville d'Urlați[40]. Le peintre Gheorghe Tattarescu l'a décoré de nombreuses icônes remarquables[c 1],[41].
- Restauration de l'ancienne mairie de Câmpina vers 1880[c 1], bâtiment originellement construit par son père Niculae Gheorghe Socol vers 1850 pour le journaliste Zaharia Carcalechi, il est récupéré par l'administration locale, en 1877, pour être transformé en mairie. Elle était située à l'intersection de l'avenue Doftanei[42], et du boulevard central de la ville, le boulevard Carol I[43]. Elle est démolie en 1922, et une autre mairie est construite sur le même site[44].

#### Réalisations en tant que maître d’œuvre & entrepreneur
- L'École des Métiers Vasile Paapa[20],[a 18],[d 21]de Valea Boului, renommée Valea Cricovului (ro) depuis lors. Vasile Paapa (1819-1884), ministre intérimaire en 1861, était un grand philanthrope et fit de nombreuses donations aux écoles de Ploiești. L'Ecole des Métiers ainsi que L'école primaire de Valea Călugărească ont été entièrement financées par ses deniers[d 22].
- L'école primaire Vasile Paapa du village de Valea Călugărească[a 18],[d 21].
- Les hôpitaux d'Urlaţi et de Sinaia[a 18],[c 1],[d 15].
- La caserne militaire de Mizil[a 18],[d 15].

### À Bucarest

#### Réalisations en tant que maître d’œuvre & entrepreneur
- La caserne d'infanterie Cuza-Vodă en 1896[a 18],[c 1],[d 15],[45], située sur la butte de Spirea, au milieu de l'ancien quartier historique Uranus, entièrement rasé par Ceaușescu, pour construire le gigantesque et très contesté "palais du Peuple".

### Dans d'autres județ

#### Réalisations en tant que maître d’œuvre & entrepreneur
- L'école d'agriculture Iordache Zossimade d'Armășești[a 18],[d 15], judeţ de Ialomiţa, construite vers 1887[46].

## Héritage
Jusqu'en 1944, une bonne partie des plus belles rues de Ploiești, et des monuments phares de la ville dont il est l'auteur, marquent profondément le visage de la cité, pour laquelle Toma N. Socolescu avait apporté la touche néo-classique d'inspiration française, et italienne. Viennent s'y ajouter le style néo-roumain, dont une large production de son fils Toma T. Socolescu, grand bâtisseur lui aussi à Ploiești et dans tout le Judet, mais aussi des constructions de style art déco, voire Bauhaus. Les bombardements américains de 1944 mettent à terre un huitième des bâtiments et affectent définitivement l'harmonie de la ville ainsi que son éclectisme architectural,,. Les tremblements de terre de 1940 et 1977 donnent eux-aussi des coups de boutoir sur les constructions de Prahova, dont plusieurs de Toma N. Socolescu. Toutefois, les destructions les plus significatives sont l'apanage des communistes qui achèveront de défigurer la ville entre 1960 et 1989, par deux vagues de "systématisation". La plus massive est décidée par Nicolae Ceaușescu, le dernier dictateur communiste. Ces opérations de table-rase prétextent souvent la fragilisation des bâtiments par le tremblement de terre de 1977 pour les faire disparaître, et avec eux le visage d'une époque n'évoquant que trop une bourgeoisie éduquée triomphante, et l'expression insolente d'une période que le nouveau régime voulait absolument faire oublier. Il subsiste toutefois, plusieurs églises et bâtiments publics de l'architecte, ainsi que quelques belles demeures. Ils restent des emblèmes de la ville, la plupart classées monuments historiques. Les œuvres de Toma N. Socolescu demeurent l'expression du néoclassicisme en architecture.
Très connu dans la ville de Ploiești, le nom de l'architecte bâtisseur est rattaché à l'histoire d'une cité riche de son activité commerçante et pétrolière, et dont l'avenir semblait alors radieux. Un lycée porte son nom, ainsi qu'une rue: strada Arhitect Toma Socolescu.
| Le Palais des bains communaux.                 | La caserne Cuza-Vodă, vers 1930. |
| Les bains de Ploiești et la caserne Cuza-Vodă. |                                  |

## Autres sources
- (ro) Documents officiels des institutions roumaines, dont le journal officiel roumain (Monitorul Oficial).
- (ro) Bibliothèque de l'université d'architecture et d'urbanisme Ion Mincu[62].
- (ro) Bibliothèque Centrale Universitaire Carol I de Bucarest[63].
- (fr) et (ro) Archives de la famille Socolescu (Paris, Bucarest) dont un fonds photographique.
- (ro) Lucian Vasile, historien, conseiller supérieur au Conseil National d'Etude des Archives de la Securitate (CNSAS) depuis 2025, ancien expert et chef de bureau à Institut d'enquête sur les crimes du communisme et la mémoire de l'exil roumain (IICCMER), Président de l'Association pour l'Éducation et le Développement Urbain (AEDU)[64],[65], auteur du site spécialisé sur la ville de Ploiești et son histoire : RepublicaPloiesti.net.